# Praia de Fragosinho
A Praia de Fragosinho é uma pequena praia marítima na área urbana da Póvoa de Varzim, localizada entre a Praia da Lagoa e a Praia da Fragosa, na zona de Aver-o-Mar. É uma praia algo frequentada de areia branca, bastante rochosa, protegida por dois flancos rochosos. Por esta protecção rochosa, tornou-se num pequeno porto natural, usada pelos pescadores locais, dando origem ao Portinho da Fragosa, este nome advém do antigo nome da praia até à divisão com o lado norte do areal por motivos fiscais. O portinho era assegurado por dois faróis, o Farolim de enfiamento do Portinho da Fragosa na praia e o Farol do portinho hoje incrustado entre edifícios na rua do Agro-Velho. A norte, na Praia da Fragosa foi construído um posto fiscal, onde acorriam os agricultores de toda a região envolvente que disputavam o pilado, um caranguejo usado como fertilizante, num pequeno mercado.